# Żanna Bołotowa
Żanna Andriejewna Bołotowa (ros. Жанна Андреевна Болотова; ur. 1941 w obwodzie nowosybirskim) – radziecka i rosyjska aktorka. Ludowa Artystka RFSRR. Żona aktora Nikołaja Gubienko.
Absolwentka wydziału aktorskiego WGIK (klasa Siergieja Gierasimowa i Tamary Makarowej). Będąc jeszcze uczennicą zagrała w filmie Dom, w którym żyjemy. W 1977 otrzymała Nagrodę Państwową ZSRR.

## Wybrana filmografia
- 1957: Dom, w którym żyjemy jako Galia
- 1970: W drodze do Lenina
- 1971: Powrót z frontu
- 1980: Jesienny urlop